# Сан-Эстебан (Саламанка)
Сан-Эстебан, Монастырь Святого Стефана (исп. Convento de San Esteban) — доминиканский монастырь в историческом центре города Саламанка, Испания. Основан в 1256 году, комплекс современных зданий построен в период 1523—1610 годов. Памятник архитектуры, включённый в список исторического наследия Испании.
Монастырь расположен рядом с женским доминиканским монастырём Лас-Дуэньяс. Два доминиканских монастыря соединяет пешеходный мостик, проложенный над улицей Арройо-де-Санто-Доминго (Ручей Святого Доминика).

## История

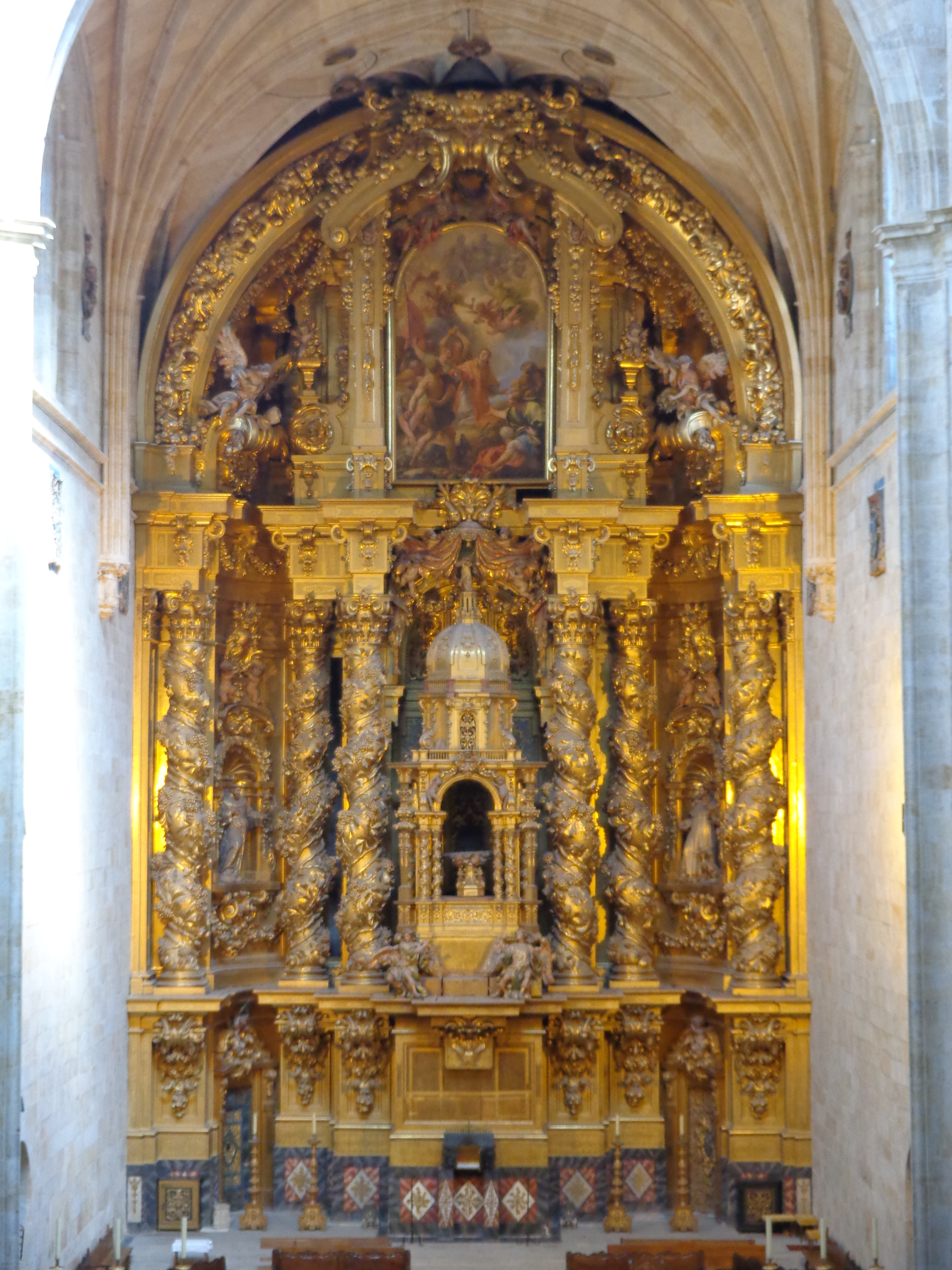
Х. Чурригера. Ретабло (главный алтарь) церкви монастыря. 1693—1696

Доминиканцы появились в Саламанке в 1256 году. До постройки в 1524—1610 ныне существующих монастырских зданий на этом месте располагались постройки изначальной доминиканской обители, а также здания факультета теологии университета Саламанки.
В монастыре останавливался Христофор Колумб во время своего пребывания в Саламанке, ища поддержки (в итоге успешно) профессоров университета Саламанки в своём проекте поиска нового пути в Индию.
Во время Контрреформации монастырь был её важнейшим центром. Здесь сформировалась поздне-схоластическая философская школа, которая получила имя Саламанкской школы. Её основатель Франсиско де Витория, монах-доминиканец, был монахом монастыря Святого Стефана.

## Современность
В настоящее время Сан-Эстебан — действующий доминиканский монастырь. Монашеская братия насчитывает 30 человек восьми национальностей. Посещение туристами монастыря платное, разрешено как в составе групп, так и индивидуально, в определённые часы.

## Архитектура

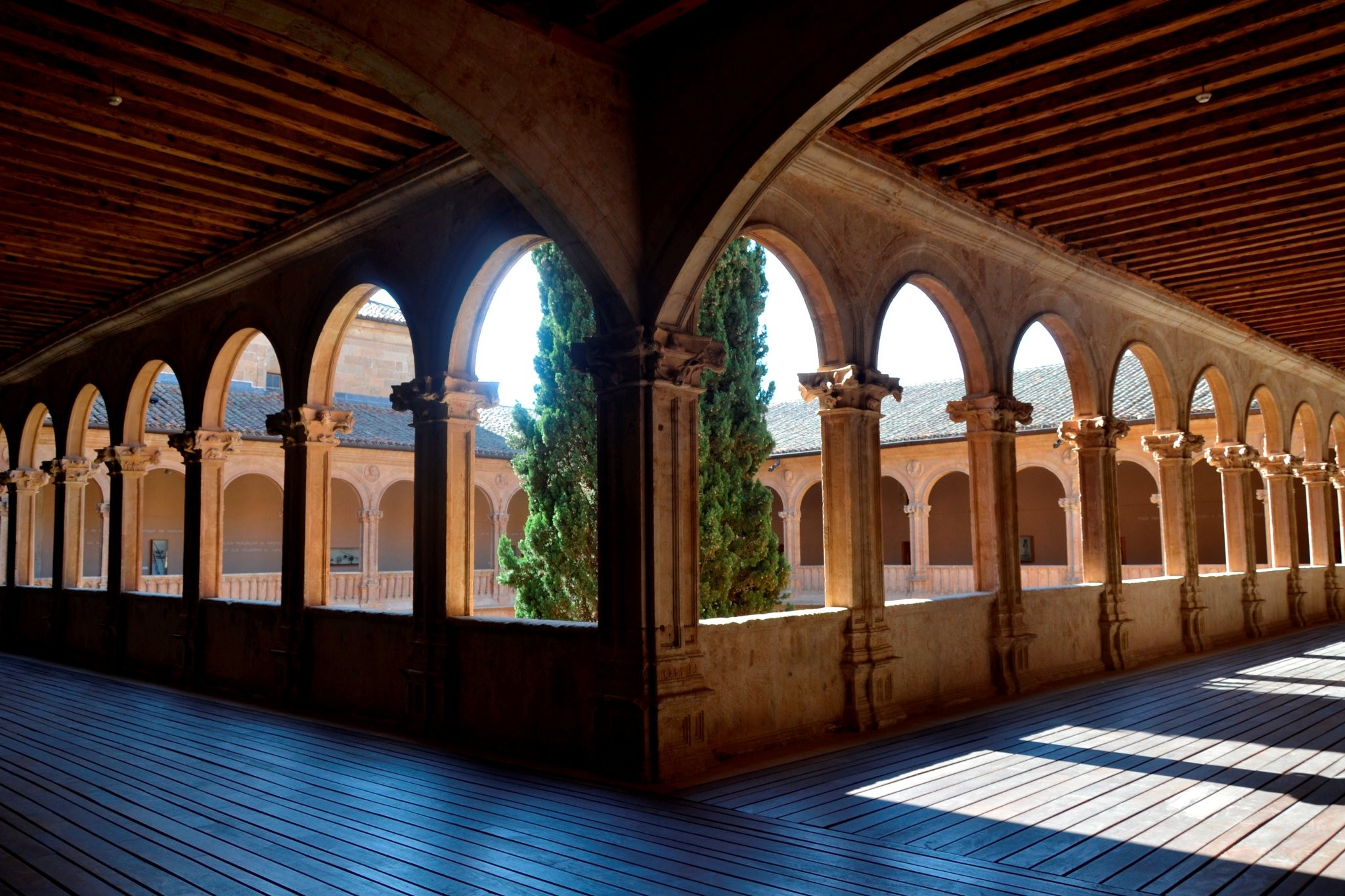
Клуатр монастыря

В создании проекта зданий монастыря участвовало большое число архитекторов, но общее руководство осуществлял Хуан де Алава. В архитектуре монастыря соединены многие стили с преобладанием поздней готики и ренессанса. Как и большинство строений исторического центра Саламанки, монастырь Сан-Эстебан построен из местного песчаника золотистого цвета.
Фасад монастырской церкви — шедевр в стиле платереско. Фасад поделён на три части, в средней находится рельеф «Мученичество Святого Стефана» (начало XVII века), в верхней — сцена Распятия. Все поверхность фасада заполнена резными орнаментами, скульптурами святых. Над входом находится герб кардинала Хуана Толедского, подвизавшегося в этом монастыре и бывшего одним из инициаторов строения церкви. В интерьере церкви выделяется работа А. Паломино «Триумф Церкви».
К церкви пристроено здание монастырской библиотеки (1599). За ним находится внутренний двор, окружённый аркадой. Колонны клуатра украшены причудливой сюжетной резьбой.
В монастырском музее выставлена коллекция произведений средневековой церковной живописи и скульптуры. В монастыре есть «Пантеон теологов», где похоронены многие знаменитые богословы, преподававшие и работавшие в Саламанке.